# Heli Air Monaco
Heli Air Mónaco es la compañía de bandera de Mónaco.

## Historia
Heli Air Mónaco fue fundada en 1976 con el apoyo del Príncipe Rainiero III, y comenzó a operar desde el Helipuerto de Mónaco, situado en el barrio de Fontvieille de Mónaco, desde donde ahora opera servicios regulares de lanzadera entre el Helipuerto de Mónaco y el Aeropuerto de Niza (una media de 24 traslados al día), y ofrece vuelos a petición desde Mónaco y Niza a otros destinos europeos, como los Alpes, Córcega, la Costa Azul, Italia y Suiza.
Los servicios iniciales se operaron con un único helicóptero Enstrom F-28 y, en el primer año de operaciones, la aerolínea transportó 747 pasajeros. Para satisfacer la demanda, en 1976 se adquirió un Bell 206 JetRanger, y en 1980 ya se habían transportado 15.237 pasajeros. En 1983 se introdujo el servicio gratuito de lanzadera en Mónaco, año en el que se transportaron 39.673 pasajeros. En 1991 se incorporó a la flota un Eurocopter Dauphin, que se unió a una flota compuesta por seis Eurocopter AS350 y un Bell 206 JetRanger. En 1991, el número de pasajeros transportados aumentó a unos 94.300. En el año 2000, la aerolínea transportó 103.000 pasajeros y superó la marca de 1.500.000 pasajeros transportados.
En septiembre de 2003, la aerolínea encargó varios Eurocopter EC130B4 de seis plazas para sustituir a los Eurocopter Squirrel de la flota.
El 8 de junio de 2004, un AS350 de Heli Air Mónaco que realizaba un vuelo regular de Mónaco a Niza se estrelló en el mar a 2,16 kilómetros de Saint-Jean-Cap-Ferrat, muriendo el piloto y cuatro pasajeros.
Debido al descenso del número de pasajeros transportados, en febrero de 2009 Heli Air Mónaco despidió a diez empleados y anunció que podría despedir a otros treinta si la situación no mejora. Jacques Crovetto, director general de la compañía, señaló que el gobierno monegasco cobra impuestos a la compañía, pero no le da ninguna ayuda a cambio. La aerolínea representa el 90-95% del tráfico del helipuerto de Mónaco, y sus servicios no están subvencionados. Crovetto también mostró su desdén por una decisión de las autoridades monegascas de prohibir a los monovolúmenes de la compañía operar en los carriles bus de Mónaco, pero en septiembre de 2009 expresó su esperanza de que la decisión fuera revocada. También señaló que, debido a que es necesario volver a registrar a los pasajeros en Niza, es casi igual de rápido coger un taxi entre Mónaco y Niza, Según Heli Air Mónaco, la ruta Mónaco-Niza tiene un techo natural de 130.000 pasajeros al año pero en enero de 2009 la compañía sólo transportó a 3.450 pasajeros